# Neuilly-sur-Seine
Neuilly-sur-Seine er en fransk forstadskommune på Seinens østbred 5-7 km2 nordvest for Paris centrum. Den er beliggende i departementet Hauts-de-Seine.